# Coleraine (grevskap)
Coleraine var ett grevskap i dagens Nordirland. Det var det enda av de ursprungliga 32 grevskapen på Irland som blev avskaffat före 1900-talet.
Grevskapet upprättades av John Perrot år 1585 under Elisabet I av Englands tid och låg mellan floderna Bann och Foyle. Grevskapet skulle administreras från staden Coleraine, men tingshuset och fängelset (de första offentliga byggnaderna) restes istället upp i Desertmartin. Engelsmännen hade under den första tiden inte mycket kontroll över området, men år 1607 konfiskerades nästan all mark i grevskapet från de irländska ägarna. Under 1609 överlämnades det till City of London och dess gillen, som beordrades att genomföra kolonisering av området.
Under 1613 blev Coleraine och andra grevskap i närområdet inräknade i det nyupprättade grevskapet Londonderry.